# 児島理乃
児島 理乃（こじま りの、1973年12月10日 - ）は、日本の元AV女優。
北海道出身。血液型：O型。身長153cm、スリーサイズ：B86 W54 H80。   

## 略歴
- 1992年にAVデビュー。

## 作品

### アダルトビデオ
- ハイスクール体操部（1992年7月25日、ステラ）
- 素敵にHして（1992年8月23日、宇宙企画）
- おしゃぶり観音（1992年9月11日、VIP）
- 児島理乃 めりこんじゃう（1992年10月、VIP）
- 乳くられた性春（1992年10月18日、宇宙企画）
- 痴漢いたずら電車（1992年10月25日、二見書房）共演:田村香織、柴田はるか
- 制服センチメンタル・眩惑（1992年11月、心交社）
- 児島理乃のいけない冒険（1992年11月25日、ホップビデオ）
- HIPERアタックビデオ（1992年11月29日、宇宙企画）他出演:白木麻実
- バター犬調教（1992年12月1日、桜桃書房）
- ノーパンエプロン学園（1992年12月5日、笠倉出版社）主演、他2名共演
- 児島理乃:エンジェルキッス（1992年12月20日、大洋図書）
- バトルFUCK（1992年、バズーカ、宇宙企画）
- 監禁令嬢 贄たちの宴（1993年2月20日、大洋図書）
- 蠱惑（1993年2月27日、笠倉出版社）他出演:真木静香
- ケイレンしちゃう（1993年4月1日、桜桃書房）
- 平成の淫と乱 乱の巻（1993年5月25日、KUKI）他6名出演
- 乙女クラブ（1993年7月、メディアックス）他出演:鈴木奈緒 、森下あみい
- 児島理乃:ふしだら姫（1993年8月、テー・ピー・エス）
- 降霊実験AV一部始終（1993年11月16日、KUKI）共演:柚木絵里香、真野しずか
- ブルマースレイブ（1996年5月15日、桜桃書房）共演:如月しいな 、森下あみい

### 写真集
- 『Pop life』 （1993年4月1日、桜桃書房）ISBN 978-4871837521